# Governo Ciampi
Il governo Ciampi è stato il cinquantesimo esecutivo della Repubblica Italiana, il secondo e ultimo dell'XI legislatura. Fu anche l'ultimo governo della cosiddetta Prima Repubblica.
Rimase in carica dal 29 aprile 1993 all'11 maggio 1994, per un totale di 377 giorni, ovvero 1 anno e 12 giorni. 
Fu il primo governo della storia della Repubblica Italiana a essere guidato da un non parlamentare e il primo dal 1947 a partecipazione (sia pure per dieci ore) di esponenti post-comunisti. Giurò intorno alle 10:30 del 29 aprile, ma quando fra le ore 19 e le 19:30 la Camera dei deputati respinse quasi tutte le richieste di autorizzazione a procedere nei confronti di Bettino Craxi, il PDS verso le 20:20 decise il ritiro dei propri ministri. Altrettanto fece la Federazione dei Verdi un'ora dopo ritirando il suo unico ministro.
Ottenne la fiducia alla Camera dei deputati il 7 maggio 1993 con 309 voti favorevoli, 60 contrari e 182 astenuti. Ottenne la fiducia al Senato della Repubblica il 12 maggio 1993 con 162 voti favorevoli, 36 contrari e 50 astenuti. Diede le dimissioni il 13 gennaio 1994.

## Compagine di governo

### Appartenenza politica
L'appartenenza politica dei membri del governo si può così riassumere:
| Partito | Partito                                 | Presidente | Ministri | Sottosegretari | Totale |
| ------- | --------------------------------------- | ---------- | -------- | -------------- | ------ |
|         | Democrazia Cristiana                    | -          | 8        | 20             | 28     |
|         | Partito Socialista Italiano             | -          | 5        | 10             | 15     |
|         | Indipendente                            | 1          | 9        | -              | 10     |
|         | Partito Socialista Democratico Italiano | -          | 1        | 4              | 5      |
|         | Partito Liberale Italiano               | -          | 1        | 3              | 4      |
|         | Partito Democratico della Sinistra      | -          | 3        | -              | 3      |
|         | Partito Repubblicano Italiano           | -          | -        | 1              | 1      |
|         | Federazione dei Verdi                   | -          | 1        | -              | 1      |

Dieci ore dopo il giuramento del governo, a causa della mancata concessione da parte del parlamento dell'autorizzazione a procedere contro Bettino Craxi, PDS e FdV ritirarono i propri ministri. Le dimissioni furono formalizzate il giorno dopo e il 5 maggio il gabinetto fu reintegrato da personalità indipendenti.
La radicale Emma Bonino rifiutò subito l'incarico di sottosegretario agli Esteri con delega alla cooperazione e pertanto non giurò.

### Provenienza geografica
La provenienza geografica dei membri del Consiglio dei ministri si può così riassumere:
| Regione               | Presidente | Ministri | Sottosegretari | Totale |
| --------------------- | ---------- | -------- | -------------- | ------ |
| Toscana               | 1          | 3        | 3              | 7      |
| Lazio                 | -          | 5        | 2              | 7      |
| Lombardia             | -          | 3        | 4              | 7      |
| Campania              | -          | 3        | 3              | 6      |
| Puglia                | -          | 1        | 5              | 6      |
| Calabria              | -          | -        | 5              | 5      |
| Piemonte              | -          | 3        | 1              | 4      |
| Sardegna              | -          | 2        | 2              | 4      |
| Veneto                | -          | -        | 4              | 4      |
| Emilia-Romagna        | -          | 2        | 1              | 3      |
| Sicilia               | -          | 1        | 2              | 3      |
| Marche                | -          | 2        | -              | 2      |
| Friuli-Venezia Giulia | -          | 1        | 1              | 2      |
| Trentino-Alto Adige   | -          | 1        | 1              | 2      |
| Liguria               | -          | 1        | -              | 1      |
| Abruzzo               | -          | -        | 1              | 1      |
| Basilicata            | -          | -        | 1              | 1      |
| Molise                | -          | -        | 1              | 1      |

### Sostegno parlamentare
Sostegno parlamentare al momento della fiducia (7 maggio alla Camera, 12 maggio al Senato).
| Camera                  | Collocazione | Partiti | Seggi     |
| ----------------------- | ------------ | --- | --------- |
| Camera dei deputati     | Maggioranza  | DC (206), PDS (107), PSI (92), PRI (27), PLI (17), PSDI (16), FdV (16), Lista Marco Pannella (7), SVP (3), VA (1)   | 492 / 630 |
| Camera dei deputati     | Opposizione  | LN (55), PRC (35), MSI (34), La Rete (12), Federalismo (1), LAV (1)                                                 | 138 / 630 |
| Senato della Repubblica | Maggioranza  | DC (107), PDS (64), PSI (49), PRI (10), PLI (4), FdV (4), PSDI (3), SVP (3), VA (1)                                 | 245 / 315 |
| Senato della Repubblica | Opposizione  | LN (25), PRC (20), MSI (16), La Rete (3), Per la Calabria (2), Federalismo (1), LAV (1), LAL (1), Per il Molise (1) | 70 / 315  |

## Composizione
| Presidenza del Consiglio dei ministri | Presidenza del Consiglio dei ministri                | Presidenza del Consiglio dei ministri                                        | Presidenza del Consiglio dei ministri                                                         | Sottosegretari di Stato alla Presidenza del Consiglio dei ministri |
| --- | ---------------------------------------------------- | ---------------------------------------------------------------------------- | --------------------------------------------------------------------------------------------- | --- |
| Presidente del Consiglio |                                                      |                                                                              | Carlo Azeglio Ciampi (Indipendente)                                                           | - Antonio Maccanico (PRI), segretario del Consiglio dei ministri - Vito Riggio (DC), con delega al coordinamento della Protezione Civile |
| Ministri senza portafoglio | Ministri senza portafoglio                           | Ministri senza portafoglio                                                   | Ministri senza portafoglio                                                                    | Sottosegretari di Stato |
| Affari sociali |                                                      |                                                                              | Fernanda Contri (PSI)                                                                         | Carica non assegnata |
| Coordinamento delle politiche europee |                                                      |                                                                              | Valdo Spini (PSI) - fino al 04/05/1993                                                        | Carica non assegnata |
| Coordinamento delle politiche europee |                                                      | Livio Paladin (Indipendente) - dal 04/05/1993                                |                                                                                               | Carica non assegnata |
| Funzione pubblica |                                                      |                                                                              | Sabino Cassese (Indipendente)                                                                 | Carica non assegnata |
| Rapporti con il Parlamento |                                                      |                                                                              | Augusto Antonio Barbera (PDS) - fino al 04/05/1993                                            | Carica non assegnata |
| Rapporti con il Parlamento |                                                      | Paolo Barile (Indipendente, poi Alleanza Democratica) - dal 04/05/1993       |                                                                                               | Carica non assegnata |
| Riforme elettorali e istituzionali |                                                      |                                                                              | Leopoldo Elia (DC)                                                                            | Carica non assegnata |
| Ministero | Ministro                                             | Ministro                                                                     | Ministro                                                                                      | Sottosegretari di Stato |
| Affari esteri |                                                      |                                                                              | Beniamino Andreatta (DC) - fino al 19/04/1994                                                 | - Carmelo Azzarà (DC) - Giuseppe Giacovazzo (DC) - Laura Fincato (PSI) |
| Affari esteri |                                                      | ad interim Leopoldo Elia (DC) - dal 19/04/1994                               |                                                                                               | - Carmelo Azzarà (DC) - Giuseppe Giacovazzo (DC) - Laura Fincato (PSI) |
| Interno |                                                      |                                                                              | Nicola Mancino (DC), con delega al coordinamento della Protezione Civile - fino al 19/04/1994 | - Antonino Murmura (DC), con delega alla Polizia di Stato, al Corpo nazionale dei vigili del fuoco, ai provvedimenti di mobilità, ai comandi e collocamenti fuori ruolo, alle sospensioni cautelari, ai provvedimenti disciplinari, all'allontanamento dall'ufficio, ai provvedimenti espulsivi, alla sospensione della qualifica, alle riammissioni in servizio e alle riabilitazioni - Saverio D'Aquino (PLI), con delega all'amministrazione civile - Costantino Dell'Osso (PSI)                                                    |
| Interno |                                                      | ad interim Carlo Azeglio Ciampi (Indipendente) - dal 19/04/1994              |                                                                                               | - Antonino Murmura (DC), con delega alla Polizia di Stato, al Corpo nazionale dei vigili del fuoco, ai provvedimenti di mobilità, ai comandi e collocamenti fuori ruolo, alle sospensioni cautelari, ai provvedimenti disciplinari, all'allontanamento dall'ufficio, ai provvedimenti espulsivi, alla sospensione della qualifica, alle riammissioni in servizio e alle riabilitazioni - Saverio D'Aquino (PLI), con delega all'amministrazione civile - Costantino Dell'Osso (PSI)                                                    |
| Grazia e giustizia |                                                      |                                                                              | Giovanni Battista Conso (Indipendente)                                                        | - Vincenzo Binetti (DC) - Daniela Mazzuconi (DC) |
| Bilancio e programmazione economica |                                                      |                                                                              | Luigi Spaventa (Indipendente)                                                                 | - Luigi Grillo (DC), con delega ai rapporti con le regioni - Florindo D'Aimmo (DC), con delega allo sviluppo delle aree depresse |
| Finanze |                                                      |                                                                              | Vincenzo Alfonso Visco (PDS) - fino al 04/05/1993                                             | - Paolo Bruno (PSDI) - dal 14/06/1993 - Antonio Pappalardo (PSDI) - fino al 22/05/1993 - Stefano De Luca (PLI) - Riccardo Triglia (DC) |
| Finanze |                                                      | Franco Gallo (Indipendente) - dal 04/05/1993                                 |                                                                                               | - Paolo Bruno (PSDI) - dal 14/06/1993 - Antonio Pappalardo (PSDI) - fino al 22/05/1993 - Stefano De Luca (PLI) - Riccardo Triglia (DC) |
| Tesoro Il dicastero accorpa il ministero delle partecipazioni statali a causa del referendum abrogativo del 1993                                                                     |                                                      |                                                                              | Piero Barucci (Indipendente)                                                                  | - Paolo De Paoli (PSDI), con delega alla Ragioneria generale dello Stato, agli affari generali e al personale, ai servizi periferici e ai rapporti con l'Autorità per l'informatica nella pubblica amministrazione - Piergiovanni Malvestio (DC), con delega alla Cassa Depositi e Prestiti - Maurizio Sacconi (PSI), con delega al Provveditorato generale dello Stato - Sergio Coloni (DC), con delega alle pensioni di guerra e ai ricorsi gerarchici                                                                               |
| Difesa |                                                      |                                                                              | Fabio Fabbri (PSI)                                                                            | - Antonio Giagu Demartini (DC), con delega ai circoli, alle mense, alla costituzione e soppressione dei magazzini, alle scuole e istituti scolastico-addestrativi dell'Esercito Italiano, della Marina Militare e dell'Aeronautica Militare, alla scuola militare Nunziatella, alla scuola navale militare Francesco Morosini, ai cappellani militari, al rifornimento idrico delle isole minori, all'ammodernamento degli armamenti, dei materiali, delle apparecchiature e dei mezzi dell'Esercito Italiano - Antonio Patuelli (PLI) |
| Pubblica istruzione |                                                      |                                                                              | Rosa Russo Iervolino (DC)                                                                     | - Giuseppe Matulli (DC) - Antonio Mario Innamorato (PSI) |
| Lavori pubblici |                                                      |                                                                              | Francesco Merloni (DC)                                                                        | - Achille Cutrera (PSI) - Giuseppe Pisicchio (DC) |
| Risorse agricole, alimentari e forestali Il dicastero modifica la propria denominazione da ministero dell'agricoltura e delle foreste a causa del referendum abrogativo del 1993     |                                                      |                                                                              | Alfredo Luigi Diana (DC)                                                                      | - Pasquale Diglio (PSI), con delega alla programmazione nazionale, ai rapporti con la Comunità economica europea, con l'Organizzazione del Trattato dell'Atlantico del Nord, ai caratteri di eccezionale calamità e di eccezionale avversità atmosferica e ai fondi rustici |
| Trasporti Il dicastero viene soppresso con la legge n. 537 del 24 dicembre 1993 |                                                      |                                                                              | Raffaele Costa (PLI) - fino al 02/01/1994                                                     | - Giorgio Carta (PSDI) - Michele Sellitti (PSI) |
| Marina mercantile Il dicastero viene soppresso con la legge n. 537 del 24 dicembre 1993                                                                                              | ad interim Raffaele Costa (PLI) - fino al 02/01/1994 |                                                                              |                                                                                               | - Giorgio Carta (PSDI) - Michele Sellitti (PSI) |
| Trasporti e navigazione Il dicastero viene istituito con la legge n. 537 del 24 dicembre 1993 dall'accorpamento del ministero dei trasporti con il ministero della marina mercantile | Raffaele Costa (PLI) - dal 02/01/1994                |                                                                              |                                                                                               | - Giorgio Carta (PSDI) - Michele Sellitti (PSI) |
| Poste e telecomunicazioni |                                                      |                                                                              | Maurizio Pagani (PSDI)                                                                        | - Ombretta Fumagalli Carulli (DC) |
| Industria, commercio e artigianato |                                                      |                                                                              | Paolo Savona (Indipendente) - fino al 19/04/1994                                              | - Germano De Cinque (DC), con delega alle agevolazioni alle attività produttive, alla ricostruzione dei territori colpiti dagli eventi sismici del 1980 e del 1981 - Rossella Artioli (PSI) |
| Industria, commercio e artigianato |                                                      | ad interim Paolo Baratta (Indipendente) - dal 19/04/1994                     |                                                                                               | - Germano De Cinque (DC), con delega alle agevolazioni alle attività produttive, alla ricostruzione dei territori colpiti dagli eventi sismici del 1980 e del 1981 - Rossella Artioli (PSI) |
| Sanità |                                                      |                                                                              | Mariapia Garavaglia (DC)                                                                      | - Nicola Savino (PSI) - Publio Fiori (DC) |
| Commercio con l'Estero |                                                      |                                                                              | Paolo Baratta (Indipendente)                                                                  | Carica non assegnata |
| Lavoro e previdenza sociale |                                                      |                                                                              | Luigi Giugni (PSI)                                                                            | - Luciano Azzolini (DC) - Sandro Principe (PSI) |
| Beni culturali e ambientali |                                                      |                                                                              | Alberto Ronchey (Indipendente)                                                                | Carica non assegnata |
| Turismo e spettacolo |                                                      |                                                                              | ad interim Carlo Azeglio Ciampi (Indipendente)                                                | Carica non assegnata |
| Ambiente |                                                      |                                                                              | Francesco Rutelli (FdV), con delega ai problemi delle aree urbane - fino al 04/05/1993        | - Roberto Formigoni (DC) |
| Ambiente |                                                      | Valdo Spini (PSI), con delega ai problemi delle aree urbane - dal 04/05/1993 |                                                                                               | - Roberto Formigoni (DC) |
| Università e ricerca scientifica e tecnologica |                                                      |                                                                              | Luigi Berlinguer (PDS) - fino al 04/05/1993                                                   | - Silvia Costa (DC) |
| Università e ricerca scientifica e tecnologica |                                                      | Umberto Colombo (Indipendente) - dal 04/05/1993                              |                                                                                               | - Silvia Costa (DC) |

## Cronologia

### 1993

#### Aprile
- 28 aprile - Il presidente del Consiglio incaricato, Carlo Azeglio Ciampi, presenta al presidente della Repubblica Oscar Luigi Scalfaro la formazione del nuovo governo. Mariotto Segni viene invitato ad assumere l'incarico di vicepresidente del Consiglio dei ministri ma non accetta.
- 29 aprile - In mattinata, il nuovo governo giura nelle mani del presidente della Repubblica.
- 29 aprile - Durante la giornata, alla Camera dei deputati si svolge la discussione sull'autorizzazione a procedere nei confronti di Bettino Craxi che ha come risultato il respingimento delle richieste, ad eccezione di quelle riguardanti la corruzione e la violazione della legge sul finanziamento ai partiti. In dissenso con la decisione della maggioranza alla Camera, i ministri Augusto Barbera, Luigi Berlinguer, Vincenzo Visco e Francesco Rutelli rassegnano le dimissioni in serata.

#### Maggio
- 4 maggio - Prestano giuramento i quattro nuovi ministri: Paolo Barile ai Rapporti con il Parlamento, Umberto Colombo all'Università e ricerca, Franco Gallo alle Finanze, Livio Paladin alle Politiche comunitarie. Paladin riprende il ministero di Valdo Spini che passa all'Ambiente, incarico che aveva tenuto nell'ultimo periodo del governo Amato I.
- 4 maggio - Il Consiglio Superiore della Banca d'Italia elegge Antonio Fazio governatore e il presidente del Consiglio Ciampi governatore onorario.
- 7 maggio - Alla Camera dei deputati si svolge la discussione sulle dichiarazioni programmatiche del governo. La mozione di fiducia è approvata con 309 voti a favore, 60 contrari e 185 astenuti.
- 10 maggio - Fausto Bertinotti, leader della minoranza della Confederazione Generale Italiana del Lavoro, insieme ad altri 28 dirigenti sindacali, criticando l'appoggio al governo, annunciano la decisione di uscire dal Partito Democratico della Sinistra per schierarsi con la sinistra d'opposizione.
- 12 maggio - Al Senato della Repubblica si svolge la discussione sulle dichiarazioni programmatiche del governo. La mozione di fiducia è approvata con 162 voti a favore, 36 contrari e 50 astenuti.
- 13 maggio - Il ministro dell'ambiente, Valdo Spini, riceve un avviso di garanzia per abuso d'ufficio nell'ambito dell'inchiesta sui fondi per l'Albania. Il ministro presenta dunque le proprie dimissioni al presidente del Consiglio Ciampi, che non le accetta e rinnova la propria fiducia al ministro Spini.
- 14 maggio - Si svolge a Roma il Forum, promosso dalla Commissione parlamentare antimafia, riguardante l'economia criminale alla presenza del presidente della Commissione, Luciano Violante, del presidente del Consiglio Ciampi, del governatore della Banca d'Italia Fazio, e del ministro dell'interno, Nicola Mancino.
- 15 maggio - Pietro Ingrao annuncia la sua decisione di uscire dal Partito Democratico della Sinistra criticando la scelta del partito di astenersi e appoggiare di fatto la formazione del governo.
- 15 maggio - Il ministro del tesoro, Piero Barucci, con il ministro dell'industria, del commercio e dell'artigianato, Paolo Savona, e il ministro del bilancio e della programmazione economica, Luigi Spaventa, nominano Romano Prodi presidente dell'IRI sostituendo Franco Nobili, arrestato il 12 maggio. Prodi gestirà negli anni successivi la fase di smobilitazione delle partecipazioni statali dell'IRI, nel 1993 settimo conglomerato al mondo per dimensioni con oltre 67 miliardi di dollari di fatturato[24].

#### Giugno
- 29 giugno - Il presidente del Consiglio Ciampi interviene al congresso della Confederazione Italiana Sindacati Lavoratori affrontando il tema del costo del lavoro.

#### Luglio
- 3 luglio - Il governo, la Confederazione generale dell'industria italiana e le Confederazioni sindacali concludono un negoziato sul protocollo che stabilisce che nei contratti di lavoro gli aumenti salariali non possono superare il tetto dell'inflazione programmata.
- 20 luglio - L'ex presidente dell'Eni, Gabriele Cagliari, si toglie la vita nel carcere di San Vittore dove è detenuto da 134 giorni per corruzione e violazione della legge sul finanziamento ai partiti nell'ambito dell'inchiesta sui fondi neri dell'Eni a cui si erano aggiunti ordini di custodia cautelare per le inchieste sugli accordi in campo assicurativo nella vicenda Enimont. Si riaccende così la polemica sulla carcerazione preventiva. Il ministro di grazia e giustizia, Giovanni Conso, alla Camera dei deputati risponde alle interrogazioni presentate dai vari gruppi sulla morte di Gabriele Cagliari e dispone un'ispezione alla procura di Milano per verificare la correttezza del comportamento dei giudici.
- 22 luglio - Al Senato della Repubblica il ministro di grazia e giustizia Conso risponde alle interrogazioni presentate dai vari gruppi sulla morte dell'ex presidente dell'Eni Gabriele Cagliari, attaccando duramente il pool di Mani pulite accusando i magistrati di aver dimenticato il detenuto.
- 23 luglio - Il governo, la Confederazione generale dell'industria italiana e le Confederazioni sindacali firmano il protocollo, su cui si trovò un accordo preliminare il 3 luglio, denominato "Patto per la politica dei redditi e lo sviluppo".

#### Novembre
- 2 novembre - Il presidente del Consiglio Ciampi, incontra il ministro della difesa, Fabio Fabbri, il ministro dell'interno, Nicola Mancino, e il comitato parlamentare di controllo per esaminare la proposta di riforma dei servizi segreti.
- 5 novembre - Delle voci sulle dimissioni del presidente della Repubblica Oscar Luigi Scalfaro, a seguito del caso S.I.S.De., provocano il caos sui mercati finanziari. L'ondata speculativa che fa vacillare la lira è in parte arginata dalle dichiarazioni del presidente del Consiglio Ciampi, che annuncia di aver chiesto l'intervento della magistratura per far luce sulla vicenda in cui è coinvolto il capo dello Stato Scalfaro e il ministro dell'interno Mancino.
- 9 novembre - Alla Camera dei deputati si discutono le interpellanze e le interrogazioni sullo scandalo dei fondi neri al SISDe. Il presidente del Consiglio Ciampi definisce gli agenti del Servizio per le informazioni e la sicurezza democratica dei malfattori e difende da ogni accusa il presidente della Repubblica Scalfaro. Illustra così le caratteristiche della riforma dei servizi segreti. Durante questa discussione il leader della Lega Nord, Umberto Bossi, attacca duramente il presidente del Consiglio chiedendo le dimissioni del governo e le elezioni anticipate minacciando di costituire un governo del Nord e non partecipare più ai lavori del Parlamento della Repubblica Italiana.

#### Dicembre
- 18 dicembre - Viene approvata la legge finanziaria del governo. Dunque, il presidente del Consiglio Carlo Azeglio Ciampi dichiara esaurita la missione del governo e la possibilità di andare alle elezioni.

### 1994

#### Gennaio
- 2 gennaio - Continuano le pressioni per la formazione del nuovo governo. Marco Pannella lancia un appello ai ministri invitandoli alle dimissioni. Mariotto Segni lancia un ultimatum al presidente del Consiglio Carlo Azeglio Ciampi, chiedendogli di dichiarare esplicitamente se egli fosse il candidato di sinistra per le prossime elezioni. Il presidente del Consiglio smentisce dichiarandosi estraneo alla futura competizione elettorale.
- 4 gennaio - Il presidente del Consiglio Ciampi, prima del dibattito parlamentare sulla mozione di sfiducia presentata da Marco Pannella, consulta le forze politiche. Per la Democrazia Cristiana si dovrebbe votare a giugno mentre per il Partito Democratico della Sinistra e la Lega Nord ad aprile.
- 12 gennaio - Alla Camera dei deputati si discutono la mozione di sfiducia al governo presentata da Marco Pannella. La maggioranza, che si era pronunciata a favore della sfiducia, alla vigilia del dibattito cambia posizione con l'obiettivo di evitare le elezioni e si orienta sulla fiducia. Dunque la Lega Nord propone di formare un governo presieduto da Mariotto Segni mentre il presidente del Consiglio Ciampi decide di dimettersi.
- 13 gennaio - Il presidente del consiglio Ciampi, dopo aver annunciato il giorno prima la volontà di dimettersi, sale al Colle e rassegna le dimissioni.
- 16 gennaio - Dopo l'apertura formale della Crisi di governo anche su volontà dei partiti di andare al voto il presidente della Repubblica Scalfaro scioglie le camere e indice le elezioni per il 27 ed il 28 marzo 1994.
- 21 gennaio - La FIAT organizza uno sciopero di due ore contro la cassa integrazione. Il sottosegretario di Stato alla Presidenza del Consiglio dei ministri, Antonio Maccanico, annuncia che il governo sta preparando nuove proposte per favorire la ripresa del dialogo tra sindacati e aziende.
- 22 gennaio - Alla Conferenza programmatica del Partito Repubblicano Italiano Giorgio La Malfa chiede una settimana di tempo per decidere sulle alleanze per le prossime elezioni pronunciandosi per Carlo Azeglio Ciampi come candidato presidente del Consiglio.
- 28 gennaio - Il presidente del Consiglio Ciampi trasmette al Parlamento della Repubblica Italiana la relazione semestrale sulla sicurezza.

#### Febbraio
- 2 febbraio - Il ministro dell'interno Nicola Mancino e il ministro della difesa Fabio Fabbri inviano 1.350 militari di leva in Calabria per contrastare la 'ndrangheta.

#### Marzo
- 27-28 marzo: Si svolgono le elezioni anticipate dove vince il Polo delle Libertà guidato da Silvio Berlusconi.

#### Aprile
- 28 aprile: Il leader di Forza Italia e capo della coalizione di centro-destra uscita vincente alle elezioni Silvio Berlusconi viene invitato al Quirinale e incaricato a formare un nuovo governo. Il presidente incaricato accetta con riserva.

#### Maggio
- 10 maggio: Dopo 12 giorni di trattative coi partiti, il presidente del Consiglio dei ministri incaricato Silvio Berlusconi scioglie la riserva e annuncia la lista dei ministri.
- 11 maggio: Con il giuramento del governo Berlusconi I e il passaggio di consegne al Quirinale termina ufficialmente il governo Ciampi.